# アマド・ゲバラ
アマド・ゲバラ（Amado Guevara, 1976年5月2日- ）は、ホンジュラス・テグシガルパ出身のサッカー選手。ポジションはミッドフィールダー。

## 経歴

### クラブ
ホンジュラスでプロキャリアをスタートさせ、その後スペインやメキシコ、コスタリカ、アメリカなど世界中でプレーした。
2003年4月11日にメトロスターズと契約。リーグMVPを受賞するなど中心選手として結果を残す。2006年にはCDモタグアの選手たちに交じってトレーニングを行っていたが、CDモタグアの一員として複数の親善試合に出場し、当時メトロスターズのGMであったアレクシー・ララスに激しく非難された。その後、両者の関係を修復され2006年シーズンを終えたが、選手トレードに出されCDチーヴァス・USAへ移籍した。またこの年の3月にグリーンカードを取得。
チーヴァスへ移籍後は低調なパフォーマンスが続き、副審を故意に押し倒す事件を引き起こしたもありシーズン終了を待たずしてCDモタグアへレンタル移籍に出された。母国へ戻った彼は復調し、クラブをコパ・インテルクルベスUNCAF優勝へ導いた。
2008年からはドラフトによりトロントFCでプレー。
2009年12月、CDモタグアに復帰した。

### 代表
ホンジュラス代表の最多試合出場記録を保持している。
コパ・アメリカ2001においてブラジル代表を2-0で破るなどの快進撃を見せ、3位入賞へ導いた立役者としてMVPを受賞した（ホンジュラスサッカー連盟はCONCACAF所属であるが、アルゼンチン代表が大会開始前日に出場辞退したため急遽招集された）。
28年ぶりの2010 FIFAワールドカップ出場にも貢献している。

## 代表歴

### 出場大会
- ホンジュラス代表
  - 2010 FIFAワールドカップ

### 試合数
- 国際Aマッチ 137試合 27得点（1994年-2010年）[3]

| ホンジュラス代表 | 国際Aマッチ | 国際Aマッチ |
| 年               | 出場        | 得点        |
| ---------------- | ----------- | ----------- |
| 1994             | 1           | 0           |
| 1995             | 4           | 0           |
| 1996             | 13          | 0           |
| 1997             | 5           | 1           |
| 1998             | 4           | 0           |
| 1999             | 9           | 3           |
| 2000             | 14          | 1           |
| 2001             | 19          | 7           |
| 2002             | 1           | 0           |
| 2003             | 6           | 2           |
| 2004             | 13          | 4           |
| 2005             | 1           | 0           |
| 2006             | 1           | 0           |
| 2007             | 12          | 3           |
| 2008             | 12          | 3           |
| 2009             | 15          | 3           |
| 2010             | 7           | 0           |
| 通算             | 137         | 27          |

## タイトル

### クラブ
CDモタグア
- ホンジュラス・リーグ
  - 1997-98前期, 1997-98後期, 1999-2000前期, 1999-2000後期
- コパ・インテルクルベスUNCAF
  - 2007

トロントFC
- カナディアン・チャンピオンシップ
  - 2009

### 個人
- コパ・アメリカ2001 MVP
- メジャーリーグサッカー 2004 MVP
- メジャーリーグサッカー 2004 ゴールデン・ブーツ
- MLSベストイレブン：2004
- MLSオールスターゲーム 2004 MVP